# انس الشریف
اَنَس جمال محمود الشَّریف (۳ دسامبر ۱۹۹۶ – ۱۰ اوت ۲۰۲۵) خبرنگار و تصویربردار فلسطینی برای شبکهٔ الجزیرهٔ عربی بود که به‌طور گسترده برای گزارش‌های میدانی‌اش از شمال غزه در طول جنگ غزه شهرت یافت. در سال ۲۰۲۴، تیم رویترز به رهبری الشریف، جایزهٔ پولیتزر عکاسی خبری فوری را برای عکس‌های «خام و فوری» خود که جنگ غزه را مستند کرده بودند، دریافت کرد.
او در اردوگاه پناهندگان جبالیا در شمال نوار غزه متولد شد و در شهر جبالیا زندگی می‌کرد. تحصیلات خود را در مدارس آژانس امداد و کار سازمان ملل متحد (UNRWA) و مدارس وزارت آموزش فلسطین گذراند. در سال ۲۰۱۴ به دانشگاه الاقصی پیوست و در رشتهٔ رادیو و تلویزیون تحصیل کرد و در سال ۲۰۱۸ مدرک لیسانس خود را دریافت کرد. پس از آن، انس الشریف به‌عنوان خبرنگار جنگی و تصویربردار شبکهٔ الجزیره عربی، به خاطر گزارش‌هایش از درگیری‌های اسرائیل و فلسطین، به ویژه از جنگ غزه شهرت یافت.
در ۱۰ اوت ۲۰۲۵، الشریف همراه با چهار خبرنگار دیگر و دو غیرنظامی در حملهٔ هوایی اسرائیل که او و دیگر خبرنگاران را در چادری بیرون بیمارستان الشفاء در شهر غزه هدف قرار داد، به قتل رسید. در زمان مرگش، ۲۳۴ خبرنگار در جریان جنگ غزه کشته شده بودند.پیش از کشته‌شدنش، نیروهای دفاعی اسرائیل او را به همکاری با حماس متهم کرده بودند. سازمان‌های حقوق بشری و الجزیره گفتند این اتهام بهانه‌ای برای توجیه کشتار خبرنگاران بوده است. کمیته حفاظت از روزنامه‌نگاران از جامعهٔ بین‌المللی خواست تا از او محافظت کند. ترور انس الشریف و همکارانش، به‌طور گسترده در سطح بین‌المللی محکوم شد و از نگاه فلسطینی‌ها، از او به عنوان یک «شهید» یاد شد.

## زندگی اولیه و خانواده
الشریف در سال ۱۹۹۶ در اردوگاه پناهندگان جبالیا، نوار غزه، در خانواده‌ای از پناهندگان فلسطینی که در سال ۱۹۴۸ از شهر المجدل (که امروزه شهر اسرائیلی اشکلون است) آواره شده بودند، به دنیا آمد. او در کودکی آرزو داشت خبرنگار شود.الشریف در مدارس آژانس امداد و کار سازمان ملل متحد (UNRWA) و وزارت آموزش و پرورش و آموزش عالی فلسطین تحصیل کرد. او در سال ۲۰۱۴ به دانشکدهٔ روزنامه‌نگاری و رسانه در دانشگاه الاقصی پیوست و رشتهٔ رادیو و تلویزیون را برگزید. وی با مدرک کارشناسی در رشتهٔ ارتباطات جمعی با تخصص در رادیو و تلویزیون از آنجا فارغ‌التحصیل شد.
او حرفهٔ خود را با داوطلبی در شبکه رسانه‌ای الشمال آغاز کرد و بر اساس گزارش‌های بی بی سی و سی ان ان، پیش از جنگ غزه برای تیم رسانه‌ای حماس نیز کار می‌کرد، اگرچه در سال ۲۰۲۵ از تیم مذاکره‌کنندهٔ این سازمان انتقاد کرد. الشریف به عنوان عکاس آزاد برای چند رسانه کار می‌کرد و بعداً توسط تامِر المِسحال برای همکاری با الجزیره عربی به عنوان خبرنگار در جریان جنگ غزه جذب شد. او گزارش‌هایی دربارهٔ وضعیت نوار غزه برای چندین شبکه تهیه می‌کرد.
در ۲۳ سپتامبر ۲۰۱۸، الشریف در حین پوشش خبری راهپیمایی در شرق تپه ابوصفیه، شمال شرقی اردوگاه جبالیا، بر اثر اصابت ترکش گلوله جنگی به شکمش مجروح شد.

## در جنگ غزه
انس الشریف به یکی از شناخته‌شده‌ترین چهره‌ها در گزارشگری نسل‌کشی جنگ غزه تبدیل شد و با وجود صدور مکرر دستورهای تخلیه و تهدیدهای مستقیم به جانش از سوی نیروهای دفاعی اسرائیل، از ترک شمال خودداری کرد. او به‌رغم بمباران‌ها، کشتارها و جابه‌جایی اجباری مردم، به‌طور روزانه گزارشگری می‌کرد و اغلب در شرایطی با خطر جدی و کمبود مزمن نیازهای اولیه به کار ادامه می‌داد. گزارش‌های او تصاویر و شهادت‌های حیاتی از یکی از صعب‌الوصول‌ترین مناطق جنگی جهان را در اختیار مخاطبان قرار داد.
الشریف در نوامبر ۲۰۲۳ تماس‌های تلفنی از ارتش اسرائیل دریافت کرد که به او می‌گفتند شمال غزه را ترک کند. ماه بعد، پدر او در دسامبر ۲۰۲۳ در یک حمله هوایی اسرائیل به خانه خانوادگی‌شان در جبالیا کشته شد. به دلیل وضعیت نامناسب جسمی، پدرش نتوانسته بود همراه با دیگر اعضای خانواده خانه را تخلیه کند.الشریف این تجربه را هم «بی‌رحمانه» و هم «دردناک» توصیف کرد، اما گفت که همین امر عزم او را برای ادامۀ گزارش‌دهی راسخ‌تر ساخت.
در اوایل سال ۲۰۲۴، الشریف دربارۀ کمبود غذا در شمال غزه گزارش داد. او در یکی از ویدئوها، او کودکانی را توصیف کرد که تلاش می‌کردند خوراک دام را بازیافت کنند تا از آن نان درست کنند. در سال ۲۰۲۴، تیم رویترز به رهبری الشریف جایزهٔ پولیتزر عکاسی خبری فوری را برای عکس‌های «خام و فوری» خود که جنگ غزه را مستند کرده بودند، دریافت کرد.
انس الشریف در ژوئیهٔ ۲۰۲۴ از بیمارستانی که پیکر اسماعیل الغول، همکار الجزیره‌ای‌اش، به آنجا منتقل شده بود، دربارهٔ کشته‌شدنِ او گزارش داد. او در سخنرانی‌ای با در دست داشتن جلیقهٔ مطبوعاتی آسیب‌دیدهٔ الغول، قتل او را محکوم کرد و عهد بست که به گزارشگری ادامه دهد.او بعدتر به نشریهٔ د نِیشِن گفت که گزارش‌دادن دربارهٔ مرگ الغول یکی از سخت‌ترین تجربه‌هایش به عنوان یک روزنامه‌نگار بوده است.یک هفته بعد، الشریف دربارهٔ حملهٔ هوایی اسرائیل به مدرسهٔ التابعین گزارش کرد و گفت که نزدیک به ۱۰۰ فلسطینی در آن کشته شدند.ارتش اسرائیل الشریف را متهم کرد که در گزارش‌هایش دروغ می‌گوید تا از گروه‌های مسلح فلسطینی‌ای که مدعی بودند در آن مدرسه فعالیت داشته‌اند، حمایت کند.الجزیره این اتهامات را به عنوان ارعاب محکوم کرد و و کمیتهٔ حمایت از روزنامه‌نگاران نیز بیانیه‌ای منتشر کرد و نگرانی خود را نسبت به امنیت الشریف ابراز داشت.
در اوایل اکتبر ۲۰۲۴، یک پهپاد اسرائیلی به انس الشریف و گروهی از خبرنگاران الجزیره در جبالیا، زمانی که در حال فیلم‌برداری گزارش بودند، شلیک کرد. تصویربردار، فادی الوحیدی، از ناحیهٔ گردن هدف قرار گرفت و دچار فلج شد.به‌دلیل آنکه امکان یافتن آمبولانس یا انتقال او به بیمارستان العودة  وجود نداشت، زیرا این بیمارستان در محاصرهٔ ارتش اسرائیل بود، خبرنگاران او را در حالی که خونریزی داشت، با خودرو به بیمارستان دیگری منتقل کردند.الشریف عکسی از الوحیدی پس از تیراندازی، زمانی که بر زمین افتاده بود، در شبکهٔ ایکس (توییتر سابق) منتشر کرد و یادآور شد که او جلیقهٔ خبرنگاری به تن داشته است.با وخیم‌تر شدن وضعیت الوحیدی، الشریف خواستار انتقال او به خارج از غزه شد.در اواخر همان ماه، ارتش اسرائیل الشریف، حسام شُِبات و چهار خبرنگار دیگر الجزیره را به عضویت در گروه‌های مسلح فلسطینی متهم کرد. الجزیره این اتهامات را محکوم کرد، در حالی که کمیتهٔ حمایت از روزنامه‌نگاران و خبرنگاران بدون مرز تأکید کردند که ارتش اسرائیل پیش‌تر نیز اتهاماتی مشابه را بدون شواهد کافی علیه روزنامه‌نگاران مطرح کرده است. 
پس از آنکه حساب اینستاگرام انس الشریف در نوامبر ۲۰۲۴ تعلیق شد، او حساب جدیدی ایجاد کرد و متا را به سانسور محتوای فلسطینی متهم کرد.در دسامبر همان سال، عفو بین‌الملل استرالیا به پاس ادامهٔ گزارشگری او دربارهٔ نقض حقوق بشر در شرایط خطرناک برای خبرنگاران در غزه، جایزهٔ «مدافع حقوق بشر» را به الشریف اهدا کرد. او این جایزه را به خبرنگاران فلسطینی در غزه تقدیم کرد.در ادامهٔ همان ماه، الشریف از حملهٔ هوایی اسرائیل به یک خودروی خبری با علائم مشخص در نزدیکی بیمارستان العودة گزارش داد که در نتیجهٔ آن پنج خبرنگار شبکهٔ «القدس الیوم» کشته شدند. او اظهار داشت که یکی از این خبرنگاران در همان زمان در انتظار تولد نخستین فرزندش در بیمارستان بود.
یک ویدیو از پخش زندهٔ انس الشریف دربارهٔ آتش‌بس جنگ غزه در ژانویه ۲۰۲۵ در شبکه‌های اجتماعی  همه‌گیر شد.در این ویدیو، الشریف آتش‌بس را اعلام می‌کند و تجهیزات محافظ خود را برمی‌دارد و می‌گوید: «کلاهی را که مرا خسته کرده است، و زره‌ای که تبدیل به بخشی از بدنم شده است، از تنم در می‌آورم.»تماشاگران خوشحال او را روی شانه‌های خود بلند می‌کنند و جشن می‌گیرند.
اسرائیل در مارس ۲۰۲۵ آتش‌بس را شکست.در همان ماه، حسام شُبات  در یک حمله هدفمند هوایی اسرائیل کشته شد. انس الشریف در شبکه‌های اجتماعی مرگ شبات را تسلیت گفت و نوشت که اسرائیل «قتل همهٔ ما را مجاز دانسته است.»الشریف در مراسم تشییع جنازهٔ شبات شرکت کرد.او به دراپ سایت نیوز گفت که با وجود تهدیدهای اسرائیل و از دست دادن پدرش، مصمم است به گزارشگری ادامه دهد.هنگام گزارش دربارهٔ گرسنگی در غزه در ژوئیه، الشریف آشکارا پریشان بود و آن را «مرگ آرام» توصیف کرد، در حالی که زنی به‌ظاهر دچار سوءتغذیه پشت سر او بی‌هوش شد. یک شاهد به او گفت: «ادامه بده، انس، تو صدای ما هستی».ویدیوی این پخش در شبکه‌های اجتماعی همه‌گیر شد. ارتش اسرائیل این ویدیو را جعلی خواند، و طبق گزارش کمیته حمایت از روزنامه‌نگاران،، کارزار «تخریب وجهه» علیه الشریف را شدت بخشیدند.

### عکس‌های غزه از الشریف و صالح نجم (اکتبر ۲۰۲۳)

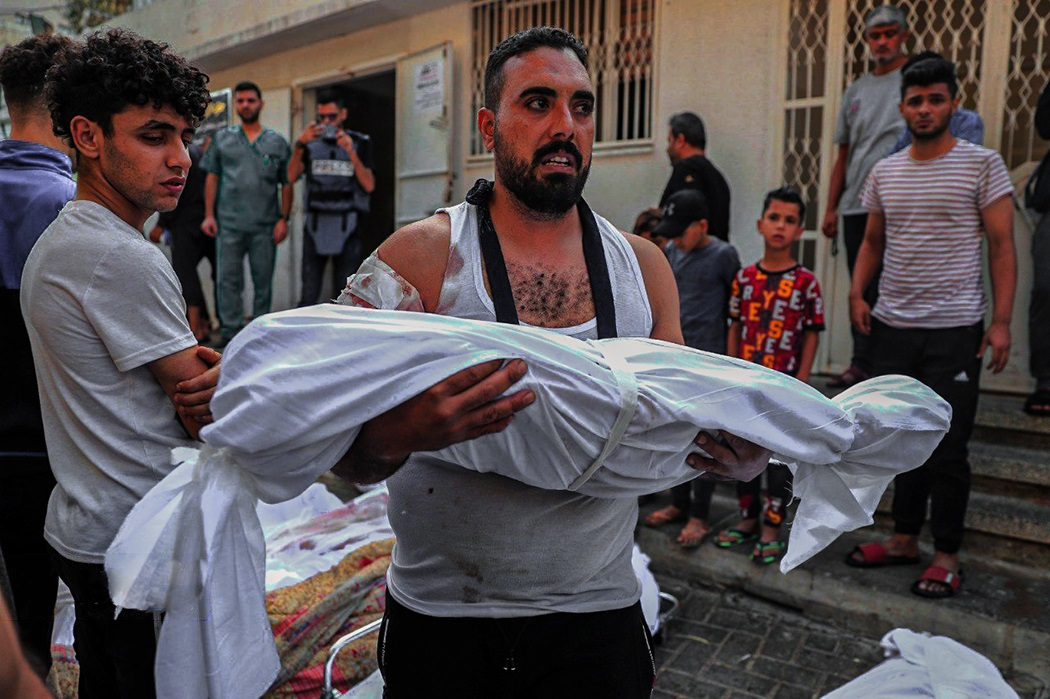
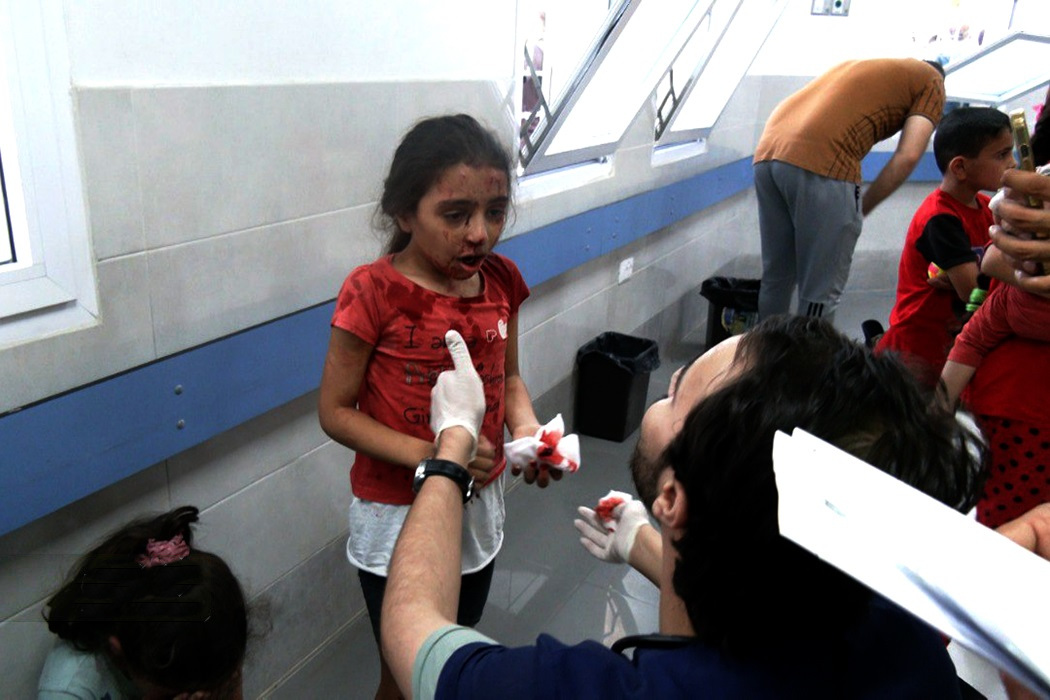
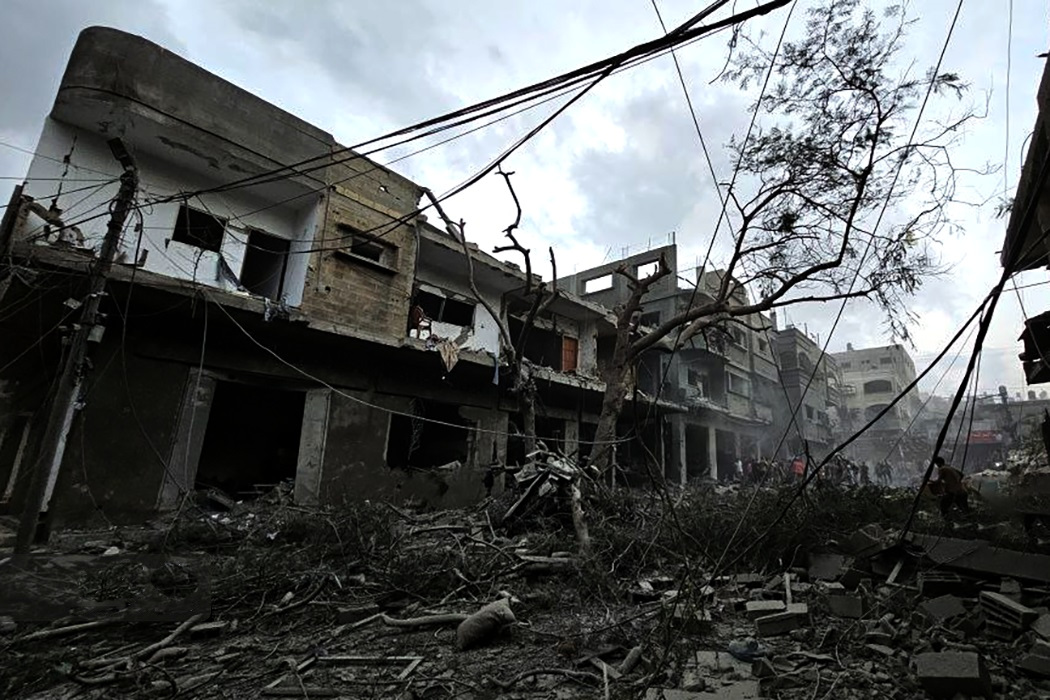
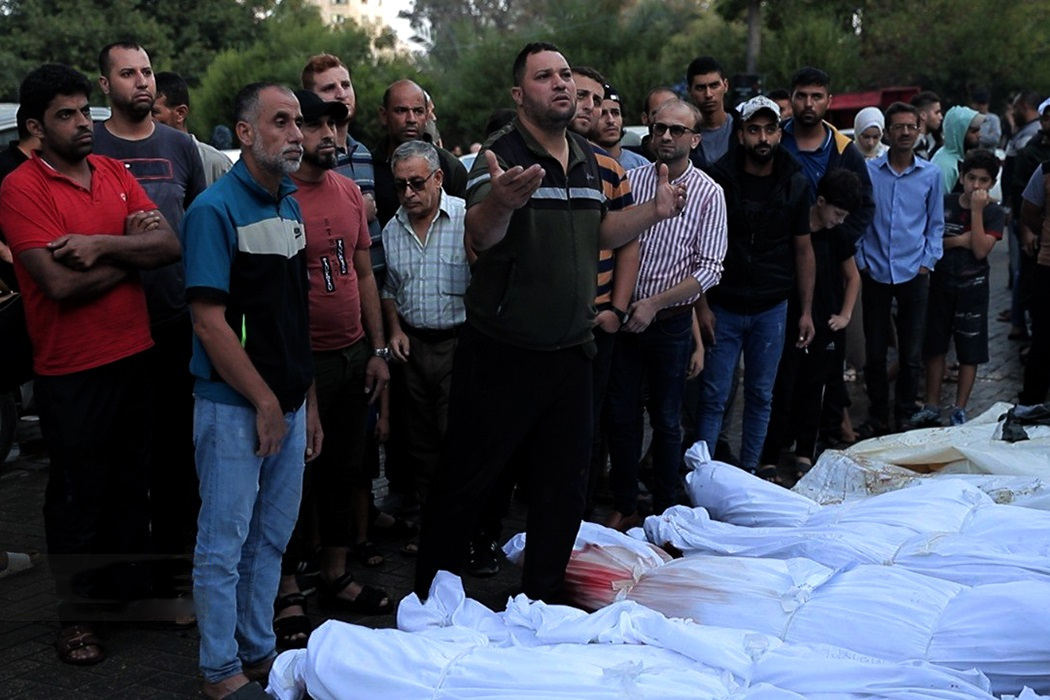

## ترور
از سال ۲۰۲۳، الشریف با تهدیدهای فزاینده‌ای از سوی نیروهای دفاعی اسرائیل مواجه بود که شامل تماس‌های تلفنی، پیام‌های صوتی و کمپین‌های رسانه‌های اجتماعی می‌شد،این نیروها مدعی بودند که او عامل حماس است. سخنگوی عربی آن سازمان، آویخای ادرعی، الشریف و دیگر خبرنگاران را به تروریسم متهم کرد، در حالی که سازمان‌های حقوق بشری و الجزیره این ادعاها را حملاتی بی‌اساس توصیف کردند که هدفشان توجیه کشتن خبرنگاران و سرکوب گزارش‌های نامطلوب علیه اسرائیل بود.
ارتش اسرائیل در بیانیه‌ای که اندکی پس از این حمله منتشر کرد، هدف قرار دادن انس الشریف را پذیرفت و او را «تروریستی که خود را خبرنگار الجزیره جا زده بود» توصیف کرد. ارتش اسرائیل ادعا کرد که او رهبر یک سلول حماس بوده و حملات موشکی به اسرائیل را ترویج می‌کرده است.کمیته حفاظت از روزنامه‌نگاران (CPJ)، حملات علیه الشریف را «مقدمهٔ ترور» توصیف کرد و خواستار اقدام بین‌المللی برای حفاظت از او و دیگر خبرنگاران در غزه شد و بر خطر عمدی که خبرنگاران محلی به‌عنوان «آخرین چشم‌ها و گوش‌های جهان بیرون» نسبت به این درگیری با آن مواجه‌اند تأکید کرد. در ژوئیه ۲۰۲۵، الشریف به CPJ گفت که با «احساس اینکه هر لحظه ممکن است بمباران شده و شهید شوم» زندگی می‌کند.
در ۳۱ ژوئیهٔ ۲۰۲۵، گزارشگر ویژه سازمان ملل متحد در زمینه ترویج و حمایت از حق آزادی عقیده و بیان، آیرین خان، تهدیدها و کمپین‌های تخریبی مکرر ارتش اسرائیل علیه الشریف را محکوم کرد و آن‌ها را تلاش‌های خطرناکی برای خاموش کردن گزارش‌های او دربارهٔ جنگ غزه دانست. او تأکید کرد که الشریف، که «آخرین خبرنگار باقی‌مانده الجزیره در شمال غزه» توصیف شده بود، بدون ارائه هیچ مدرکی به عنوان «تروریست حماس» متهم شده و جانش در خطر جدی قرار دارد. خان خاطرنشان کرد که در حالی که اسرائیل ورود خبرنگاران بین‌المللی به غزه را ممنوع می‌کند، همزمان خبرنگاران محلی را هدف قرار می‌دهد و اعتبار آن‌ها را زیر سؤال می‌برد، کسانی که به عنوان «چشم‌های جهان» برای پوشش فجایع عمل می‌کنند.
در ۱۰ اوت ۲۰۲۵، الشریف در یک حملهٔ هوایی اسرائیل به چادری در بیرون بیمارستان الشفاء در شهر غزه کشته شد.همکارانش محمد قریقع، ابراهیم ظاهر، محمد نوفل و مؤمن علیوه به همراه دو نفر دیگر نیز در این بمباران کشته شدند. ارتش اسرائیل تأیید کرد که الشریف را هدف قرار داده است و ادعای خود مبنی بر اینکه او یک مبارز حماس بوده را دوباره مطرح کرد. بنا بر گزارش بی‌بی‌سی نیوز، ارتش اسرائیل شواهد کافی برای اثبات این اتهام ارائه نکرده است. الجزیره این قتل را «ترور از پیش برنامه‌ریزی‌شده» خواند که هدف آن «خاموش کردن صداها در آستانهٔ اشغال غزه» بوده است، که این اظهارات به برنامهٔ جدید اعلام‌شدهٔ اسرائیل برای اشغال نوار غزه اشاره دارد. در زمان مرگ الشریف، اسرائیل حداقل ۲۳۴ خبرنگار را در جریان جنگ غزه به قتل رسانده بود که از جملهٔ آن‌ها ۱۰ خبرنگار الجزیره نیز بودند. به گفتۀ برادرش، اسرائیل چهار روز پیش از کشته شدن شریف به او پیشنهاد عبور ایمن از غزه را داد اگر دست از گزارش‌دهی بردارد، اما او نپذیرفت. 
در وصیت‌نامه و نامه‌ای که برای پس از مرگش نوشته شده بود و در حساب توییتر او منتشر شد، الشریف چنین نوشت: «اگر این کلمات به شما برسد، بدانید که اسرائیل در کشتن من و خاموش کردن صدایم موفق شده است.» او همچنین افزود: «غزه را فراموش نکنید… و مرا در دعای خالصانهٔ خود یاد کنید.»مراسم تشییع جنازه الشریف و سه خبرنگار دیگر الجزیره در ۱۱ اوت با حضور صدها نفر برگزار شد. الشریف در  قبرستان شیخ رضوان  در شهر غزه به خاک سپرده شد.

### واکنش‌ها

#### فلسطین
حماس این حادثه را «جنایتی وحشیانه که از تمامی مرزهای فاشیسم و جنایت فراتر می‌رود» توصیف کرد. در بیانیه‌ای افزود: «شهید انیس الشریف نمونه‌ای از خبرنگار آزاد بود که جنایت قحطی را مستندسازی کرد و صحنه‌های گرسنگی تحمیل‌شده توسط اشغالگران بر مردم ما در غزه را به جهان نشان داد.»جنبش جهاد اسلامی فلسطین ترور الشریف را «جنایت جنگی فجیعی که توسط موجود غاصب در برابر دیدگان کل جهان مرتکب شده است» محکوم کرد و هشدار داد که اسرائیل با «هدف قرار دادن خبرنگارانی که جنایات و کشتارهایش را به جهان افشا می‌کنند»، راه را برای مرحله بعدی حملات خود هموار می‌کند.جبهه مردمی برای آزادی فلسطین اعلام کرد که کشتن خبرنگاران «نشانهٔ خطری از قصد اشغالگران برای ارتکاب شنیع‌ترین فجایع در غزه» است.

#### رسانه‌ها و سازمان‌های حمایت از آزادی مطبوعات
شبکه الجزیره این حمله را «ترور از پیش برنامه‌ریزی‌شده» و «بار دیگر حمله‌ای آشکار و عمدی به آزادی مطبوعات» محکوم کرد و تأکید کرد که الشریف و همکارانش از معدود خبرنگارانی بودند که هنوز از غزه گزارش می‌دادند. این شبکهٔ قطری، اسرائیل را به تلاش برای سرکوب پوشش اقدامات نظامی‌اش متهم کرد. اتحادیهٔ خبرنگاران فلسطین، این حادثه را «جنایتی خونین» توصیف کرد و حماس آن را نشانه‌ای از آغاز قریب‌الوقوع حمله اسرائیل به شهر غزه دانست. سازمان‌های حمایت از آزادی مطبوعات از جمله کمیته حفاظت از روزنامه‌نگاران (CPJ)، گزارش‌گران بدون مرز (RSF) و فدراسیون بین‌المللی روزنامه‌نگاران تأکید کردند که خبرنگاران طبق حقوق بین‌الملل افراد غیرنظامی محسوب می‌شوند و نباید هدف قرار گیرند. سارا قوده از CPJ گفت: «الگوی اسرائیل در برچسب‌زدن خبرنگاران به عنوان مبارز بدون ارائه مدارک معتبر، سوالات جدی دربارهٔ نیت و احترامش به آزادی مطبوعات ایجاد می‌کند.»محمد مُعَوَض، مدیرمسئول الجزیره، گفت که قتل الشریف ادامه الگویی است از «تحقیر، بی‌اعتبارسازی، لکه‌دار کردن و سپس کشتن» که علیه دیگر خبرنگاران فلسطینی نیز اعمال شده است.مایک بالسامو، رئیس کلوپ ملی خبرنگاران (ایالات متحده)، اظهار داشت: «خبرنگاران باید بتوانند بدون هدف قرار گرفتن یا کشته شدن به کار خود ادامه دهند» و تأکید کرد که همهٔ طرف‌ها باید به قوانین بین‌المللی پایبند باشند.

#### واکنش‌های سیاسی و دیپلماتیک
سخنگوی نخست‌وزیر بریتانیا، کیر استارمر، گفت که دولت «از هدف‌گیری مکرر خبرنگاران در غزه به شدت نگران است.»دفتر حقوق بشر سازمان ملل متحد این حمله را نقض حقوق بین‌الملل توصیف کرد. پریانکا گاندی، نمایندهٔ مجلس هند، این ترور را «جنایت فجیع دیگری در خاک فلسطین» خواند و شجاعت روزنامه‌نگاران متوفی را ستود.

#### بنیاد هند رجب
در ۱۲ اوت ۲۰۲۵، بنیاد هند رجب با همکاری مرکز حقوق بشر فلسطین، شکایتی را به دیوان کیفری بین‌المللی در لاهه علیه گروهی از سربازان ارتش اسرائیل که گمان می‌رود با حملهٔ هوایی مرتبط بوده‌اند، مطرح کرد. این شکایت، آن‌ها را به ارتکاب جنایات جنگی و نسل‌کشی متهم می‌کند «به‌عنوان بخشی از کارزار گسترده‌تر برای نابودی مردم فلسطین و حذف کسانی که رنج آن‌ها را ثبت می‌کنند.» 

#### اعتراضات
از زمان ترور الشریف، تظاهرات و مراسم یادبود در چندین شهر در سراسر جهان برگزار شده است، از جمله رام‌الله، دوبلین، اسلو، برلین،کراچی،و مکزیکو سیتی.تظاهرکنندگان در کیپ‌تاون از رسانه‌ها خواستند که کشتار خبرنگاران را یک جنایت جنگی بنامند،در حالی که تظاهرکنندگان در واشینگتن دی‌سی رسانه‌ها را به دلیل گزارش‌دهی درباره جنگ غزه مورد انتقاد قرار دادند و مدعی شدند که این پوشش خبری به کشتار خبرنگاران کمک می‌کند. 

## زندگی شخصی
شریف متأهل بود و دو فرزند داشت؛او با بیان خالد ازدواج کرده بود و یک دختر به نام شام و یک پسر به نام صلاح داشت، کُنیه‌اش ابوصلاح بود.